# Don Branson
Don Branson (n. 2 iunie 1920 - d. 12 noiembrie 1966) a fost un pilot de curse auto american care a evoluat în Campionatul Mondial de Formula 1 între anii 1959 și 1960.
1. 1 2 3 4 5  Find a Grave